# Teplá Vltava
Teplá Vltava je řeka na Šumavě v Jihočeském kraji v Česku. Je považována za hlavní pramennou větev Vltavy. Délka řeky činí 54,3 km. Povodí má rozlohu 347,58 km², z čehož připadá 321,24 km² na Česko a 26,34 km² na Německo.

## Průběh toku
Pramení na východním svahu Černé hory (1 316 m n. m.) v nadmořské výšce 1 172 m a nazývá se také Černý potok. Pramen je znám jako chráněné území Pramen Vltavy. Prvních 5 km teče severním směrem, od soutoku s Kvildským potokem v Kvildě obrací nadlouho svůj tok k jihovýchodu a protéká vltavickou brázdou, poměrně širokým a mělkým podélným údolím tektonického původu mezi rovnoběžnými horskými hřbety. Od ústí Vydřího potoka v obci Borová Lada (890 m n. m.) nese říčka definitivně název Teplá Vltava; záhy přibírá Vltavský potok, známý též jako Malá Vltava, který pramení v Pláňském polesí ve výšce 1158 m n. m. Nedaleko zaniklé osady Polka na 409. říčním kilometru je voda z koryta svedena do dvoukilometrového pravobřežního náhonu MVE Polka. Do něj v umělé nádrži ústí i Polecký potok, přitékající od Jelení slati. U osady Račí zleva ústí Račí potok. Teplá Vltava dále protéká Horní Vltavicí a v Lenoře (756 m n. m.) přijímá vody Řasnice, zvané také Travnatá Vltava. Za Lenorou má řeka jen nepatrný spád a vytváří v ploché krajině rozsáhlé mokřady s mnoha meandry, souhrnně zvané Vltavský luh. Zde, uprostřed 1. zóny NP Šumava Mrtvý luh, se v nadmořské výšce 731 m u osady Chlum stéká se Studenou Vltavou, která pramení na druhé straně hranic v Bavorsku západně od obce Haidmühle pod německým jménem Altwasser nebo Kalte Moldau. Od soutoku obou hlavních pramenných toků Teplé a Studené Vltavy pak řeka nese jméno Vltava.

### Větší přítoky
Levý (L), pravý (P), říční kilometr Vltavy od pramene k ústí):
- Kvildský potok (L, řkm 424,1)
- Bučina (P, řkm 422,6)
- Vydří potok (L, řkm 416,8)
- Vltavský potok (Malá Vltava) (P, řkm 416,0)
- Račí potok (L, řkm 404,5)
- Kubohuťský potok (L, řkm 402,8)
- Kaplický potok (L, řkm 396,5)
- Řasnice (Travnatá Vltava) (P, řkm 394,3) – největší přítok
- Volarský potok (L, řkm 378,9)

## Vodní režim
Vybrané hlásné profily:
| místo          | říční km Vltavy | plocha povodí | průměrný průtok (Qa) | stoletá voda (Q100) |
| -------------- | --------------- | ------------- | -------------------- | ------------------- |
| Lenora         | 396,20          | 175,80 km²    | 3,1 m³/s             | 113 m³/s            |
| Chlum (Volary) | 377,70          | 347,01 km²    | 5,9 m³/s             | 217 m³/s            |

## Využití
Teplá Vltava je vodohospodářsky významný tok, pstruhová voda, vodácky využívaný úsek od Kvildy do Borových Lad 8 km, obtížnost WW III, od Borových Lad do Horní Vltavice 16 km, obtížnost WW II, od Horní Vltavice do začátku kilometráže 14 km, obtížnost WW I, od zač. kilometráže do ústí Studené Vltavy 17 km, obtížnost ZWB.